# Coanoflagel·lats
Els coanoflagel·lats són un grup de flagel·lats eucariotes unicel·lulars i colonials de vida lliure considerats com els parents vius més propers dels animals. Els coanoflagel·lats són flagel·lats amb collar, que tenen un coll en forma d'embut de microvil·lis interconnectats a la base d'un flagel. Els coanoflagel·lats són capaços de reproduir-se tant asexual com sexualment. Tenen una morfologia cel·lular distintiva caracteritzada per un cos cel·lular ovoide o esfèric de 3-10 μm de diàmetre amb un únic flagel apical envoltat per un collar de 30-40 microvellositats. El moviment del flagel crea corrents d'aigua que poden impulsar coanoflagel·lats a través de la columna d'aigua i atrapar bacteris i detritus contra el coll de les microvellositats, on s'engoleixen aquests aliments. Aquesta alimentació proporciona un enllaç crític dins del cicle del carboni global, enllaçant els nivells tròfics. A més dels seus papers ecològics crítics, els coanoflagel·lats són de particular interès per als biòlegs evolutius que estudien els orígens de la pluricel·lularitat en animals. Com a parents vius més propers dels animals, els coanoflagel·lats serveixen com a model útil per a les reconstruccions de l'últim avantpassat unicel·lular dels animals. Segons un estudi del 2021, els craspèdids del grup de la corona (i potser els coanoflagel·lats del grup de la corona si Acanthoecida va sorgir dins de Craspedida) va aparèixer fa 422,78 milions d'anys, Encara que a estudi anterior del 2017 va recuperar la divergència dels coanoflagel·lats del grup de la corona (craspèdids) a 786,62 milions d'anys.

## Característiques
Cada coanoflagel·lat té un sol flagel, envoltat per un anell d'actina anomenat microvil·li, formant un collar cònic. El flagel impulsa l'aigua al collar capturant petites partícules d'aliment que són ingerides. Els flagels també permeten nedar a les cèl·lules de manera semblant a com ho fan els espermatozous. Molts coanoflagel·lats construeixen embolcalls en forma de cistella anomenats lorica que està format de silici.
La majoria de coanoflagel·lats són sèssils i es fixen amb una tija oposada al flagel. Un cert nombre d'espècies, com les del gènere Proterospongia són colonials, normalment prenent la forma de bosses de cèl·lules subjectades per un sol punt, però sovint formant partícules planscòniques amb aparença de raïm amb cada cèl·lula de la colònia flagel·lada.
Els coanòcits (també conegudes com a cèl·lules de collar) de les esponges de mar tenen la mateixa estructura bàsica dels coanoflagel·lats. Es troben ocasionalment en altres grups d'animals com els platihelmints. Aquestes relacions fan dels coanoflagel·lats uns candidats plausibles com a avantpassats del regne animal.

## Galeria

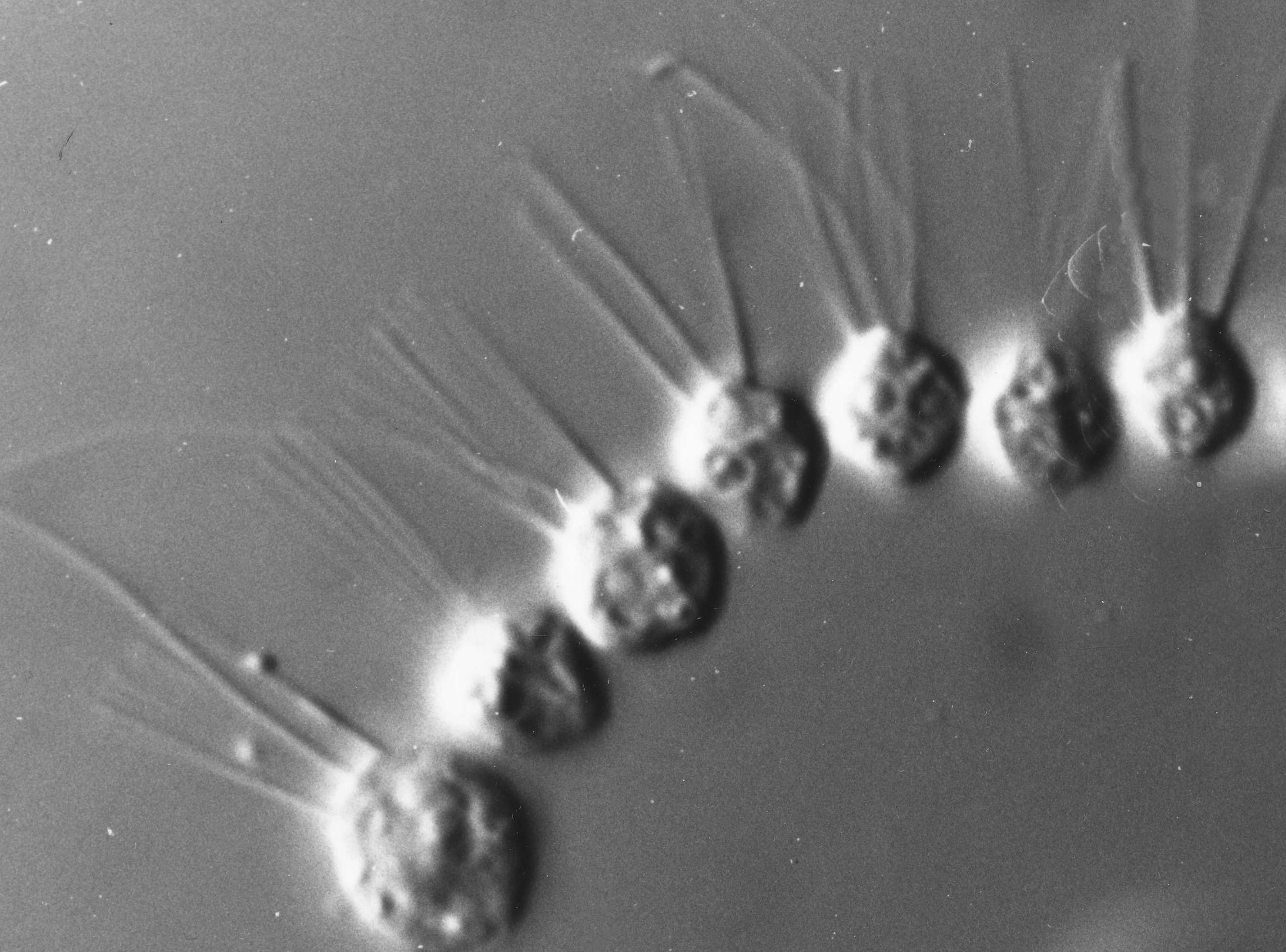
Colònia de Desmarella moniliformis (Craspedida)
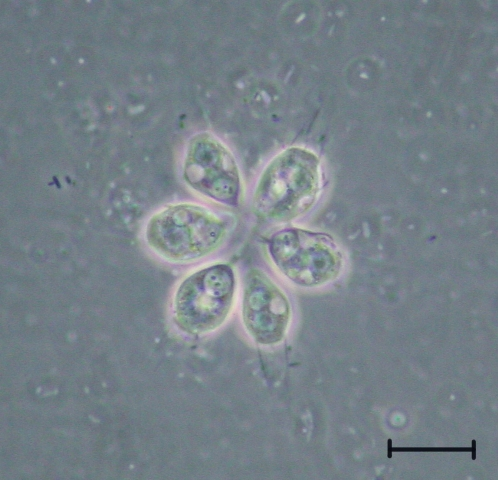
Colònia de Codosiga (Craspedida)
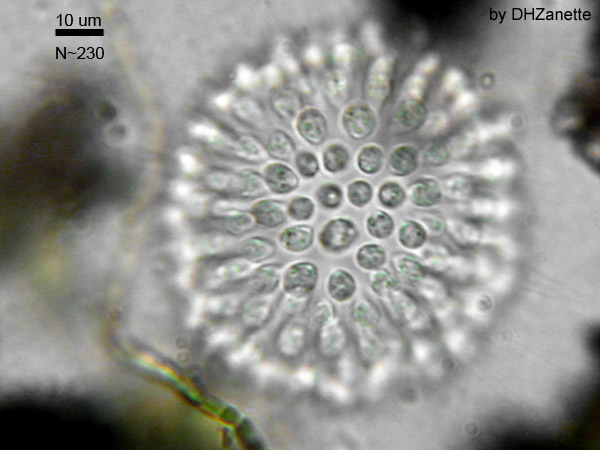
Colònia de Sphaeroeca d'aproximadament 230 individus (Craspedida)
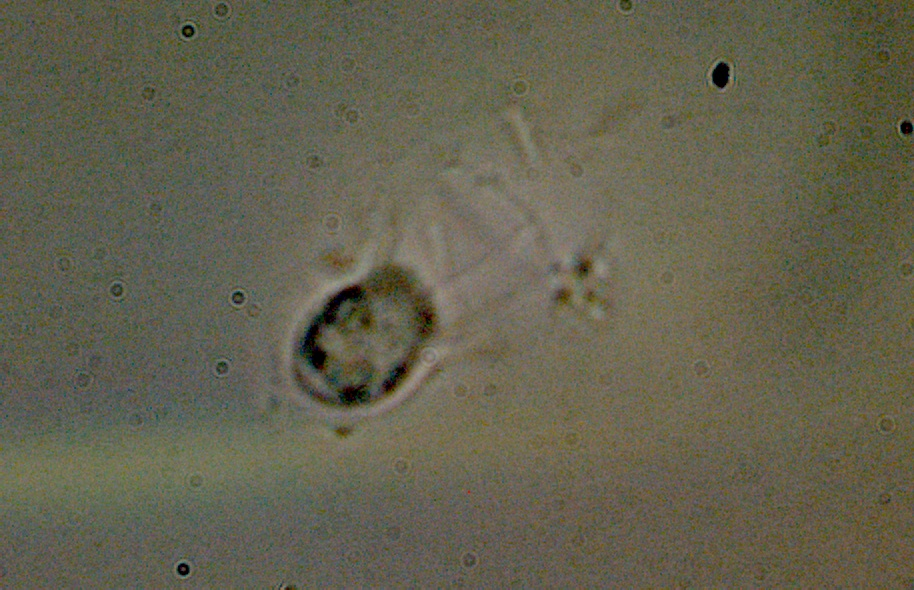
Stephanocea (Acanthoecida)